# Список малых базилик Чехии
Список малых базилик Чехии представляет собой список католических костёлов Чешской республики, которым Ватиканом присвоен титул малой базилики. Этот почётный титул присваивается римским папой в ознаменование древности храма, его исторической важности или значимости как паломнического центра.
По состоянию на начало 2015 года пятнадцать чешских храмов обладали титулом базилики.
| №  | Местонахождение                          | Наименование базилики                                                                                                  | Время основания | Дата присвоения титула | Изображение | Епархия              |
| -- | ---------------------------------------- | --- | --------------- | ---------------------- | ----------- | -------------------- |
| 1  | Свата-Гора, Пршибрам, Среднечешский край | Базилика Вознесения Девы Марии Bazilika Nanebevzetí Panny Marie                                                        | 1348 год        | 1905 год               |             | Архидиоцез Праги     |
| 2  | Богосудов, Крупка, Устецкий край         | Базилика Девы Марии Скорбящей Bazilika Panny Marie Bolestné                                                            | XV век          | 14.05.1924             |             | Диоцез Литомержице   |
| 3  | Филипов, Йиржиков, Устецкий край         | Базилика Девы Марии Помощницы христиан Bazilika Panny Marie Pomocnice křesťanů                                         | 1873 год        | 13.01.1926             |             | Диоцез Литомержице   |
| 4  | Ческа-Липа, Либерецкий край              | Базилика Всех Святых Bazilika Všech svatých                                                                            | 1710 год        | 22.06.1927             |             | Диоцез Литомержице   |
| 5  | Велеград, Злинский край                  | Базилика Вознесения Девы Марии и Святых Кирилла и Мефодия Bazilika Nanebevzetí Panny Marie a svatého Cyrila a Metoděje | 1228 год        | 25.01.1928             |             | Архидиоцез Оломоуца  |
| 6  | Бржевнов, Прага                          | Базилика Святой Маргариты Bazilika svaté Markéty                                                                       | XI век          | 09.01.1948             |             | Архидиоцез Праги     |
| 7  | Старе-Место, Прага                       | Базилика Святого Иакова Большего Bazilika svatého Jakuba Většího                                                       | XII век         | 29.01.1974             |             | Архидиоцез Праги     |
| 8  | Гостин, Злинский край                    | Базилика Вознесения Девы Марии Bazilika Nanebevzetí Panny Marie                                                        | XVI век         | 09.08.1982             |             | Архидиоцез Оломоуца  |
| 9  | Брно, Южноморавский край                 | Базилика Вознесения Девы Марии Bazilika Nanebevzetí Panny Marie                                                        | 1323 год        | 06.10.1987             |             | Диоцез Брно          |
| 10 | Страгов, Прага                           | Базилика Вознесения Девы Марии Bazilika Nanebevzetí Panny Marie                                                        | XII век         | 06.11.1991             |             | Архидиоцез Праги     |
| 11 | Свати-Копечек, Оломоуц, Оломоуцкий край  | Базилика Посещения Девы Марии Bazilika Navštívení Panny Marie                                                          | 1669 год        | 11.04.1995             |             | Архидиоцез Оломоуца  |
| 12 | Яблонне-в-Подьештеди, Либерецкий край    | Базилика Святых Лаврентия и Здиславы Bazilika svatého Vavřince a svaté Zdislavy                                        | 1729 год        | 25.06.1996             |             | Диоцез Литомержице   |
| 13 | Фридек-Мистек, Моравскосилезский край    | Базилика Посещения Девы Марии Bazilika Navštívení Panny Marie                                                          | 1740 год        | 30.08.1999             |             | Диоцез Острава-Опавы |
| 14 | Вышеград, Прага                          | Базилика Святых Петра и Павла Bazilika svatého Petra a Pavla                                                           | 1070 год        | 25.03.2003             |             | Архидиоцез Праги     |
| 15 | Ждяр-над-Сазавоу, край Высочина          | Базилика Вознесения Девы Марии и Святого Николая Bazilika Nanebevzetí Panny Marie a svatého Mikuláše                   | 1252 год        | 05.01.2009             |             | Диоцез Брно          |